# Marco Valerio Messalla (console 20)
Marco Valerio Messalla (in latino Marcus Valerius Messalla; fl. I secolo) è stato un politico romano.

## Origini familiari
Marco Valerio Messalla è figlio di Marco Valerio Messalla Messallino, console nel 3 a.C.

## Biografia
Marco Valerio Messalla diventò console nel 20, insieme allo zio Marco Aurelio Cotta Massimo Messalino. Ebbe un figlio, Marco Valerio Messalla Corvino, che diventò console nel 58.